# Kólpos Epidhávrou Limirás
Kólpos Epidhávrou Limirás är en bukt i Grekland.   Den ligger i regionen Peloponnesos, i den södra delen av landet, 160 km söder om huvudstaden Aten.